# De obsessione Dunelmi
De obsessione Dunelmi (« Sur le siège de Durham ») est une chronique médiévale rédigée dans le Nord de l'Angleterre vers la fin du XIe siècle ou le début du XIIe siècle.
Son titre complet est De obsessione Dunelmi et de probitate Uhtredi comitis, et de comitibus qui ei successerunt, soit « Sur le siège de Durham et le caractère du comte Uchtred et des comtes qui lui ont succédé ». Il retrace en partie l'histoire de la Northumbrie au XIe siècle, avec la succession des comtes de Bamburgh et leur vendetta avec Thurbrand et ses descendants. L'historienne Antonia Grandsen considère ce texte comme une biographie du comte Uchtred le Hardi et y voit la plus ancienne tentative de dresser l'histoire d'un comté anglais. Cependant, le texte lui-même se présente comme l'histoire de six manoirs appartenant en droit à l'évêque de Durham.

## Résumé
De obsessione Dunelmi s'ouvre avec une invasion écossaise menée par Malcolm II qui aurait pris place en 969, ce qui est chronologiquement impossible. Le vieux comte Waltheof reste enfermé dans son château de Bamburgh tandis que les Écossais ravagent la région. L'évêque de Durham Aldhun donne en mariage sa fille Ecgfrida à Uchtred le Hardi. Son nouveau gendre reçoit aussi les six manoirs de Barmpton, Skirningham, Elton, Carlton, School Aycliffe et Monk Heselden, mais il ne doit les conserver que le temps de son mariage avec Ecgfrida.
Uchtred bat les Écossais et reçoit en récompense les comtés de Bamburgh et d'York. Il divorce alors d'Ecgfrida pour se marier avec Sige, fille de Styr, et rend les six manoirs à l'évêché. Styr n'accepte ce mariage qu'à condition qu'Uchtred tue son ennemi Thurbrand. Uchtred contracte ensuite un troisième mariage avec Ælfgifu, la fille du roi Æthelred le Malavisé. Leur fille Ealdgyth épouse un thegn nommé Maldred, fils de Crinan, et lui donne un fils, Gospatrick, qui est à son tour le père de Dolfin, Waltheof et Gospatrick. Ecgfrida se remarie quant à elle avec Kilvert, fils de Ligulf, un thegn du Yorkshire. Elle lui donne une fille, Sigrid, qui épouse Arkil, fils d'Ecgfrith, et lui donne un fils, Gospatrick. Ce Gospatrick épouse une fille de Dolfin, fils de Thorfin, et engendre encore un autre Gospatrick. Le texte signale que ce dernier Gospatrick s'est « récemment » battu avec un certain Waltheof, fils d'Ælfsige. Entre-temps, Kilvert a divorcé d'Ecgfrida et cette dernière s'est retirée dans un monastère après avoir rendu à son père les manoirs de Bampton, Skirningham et Elton.
Le texte revient alors à Uchtred. Lorsque les Danois Knut et Sven envahissent l'Angleterre, ils sollicitent l'aide du comte, mais celui-ci reste fidèle à Æthelred. Après la victoire des Danois, ils exigent qu'Uchtred se soumette. En allant à leur rencontre en un lieu nommé Wiheal, il est assassiné par Thurbrand, l'homme qu'il s'était engagé à tuer pour épouser Sige. Eadwulf Cudel devient alors comte et, craignant les Écossais, il leur cède la région du Lothian. Son successeur Ealdred assassine Thurbrand pour venger Uchtred et se retrouve en conflit avec Carl, le fils de sa victime. Pour se réconcilier, les deux hommes partent en pèlerinage à Rome, mais Carl trahit Ealdred et le tue dans la forêt de Risewood. Le petit-fils d'Ealdred, Waltheof, prend par la suite sa revanche sur la famille de Thurbrand en massacrant les fils de Carl qui étaient occupés à festoyer à Settrington.
Le texte se conclut en relatant les disputes et prétentions autour des six manoirs.

## Provenance et datation
Il ne subsiste qu'une seule copie de De obsessione Dunelmi qui occupe les folios 50r à 51v du manuscrit MS 139 de la bibliothèque Parker, conservée au Corpus Christi College de l'université de Cambridge. Ce livre est une compilation de nombreux textes de nature historique réalisée entre 1161 et 1167, probablement à l'abbaye de Sawley dans le Lancashire. Néanmoins, le texte du De obsessione Dunelmi est antérieur à son insertion dans ce manuscrit. D'après Bernard Meehan, il aurait été composé après 1073, date du massacre à Settrington, mais avant l'exécution du comte Waltheof en 1076. Meehan considère en effet que cet événement aurait été rapporté par le texte s'il avait eu lieu au moment de sa rédaction. Cet argument ne convainc pas Christopher J. Morris, qui souligne que l'auteur du texte ne rapporte pas davantage le décès d'autres individus importants. Tout en considérant qu'une rédaction dans les années 1070 est possible, Morris favorise une date plus tardive, entre 1100 et 1120 environ.
Le texte qui précède immédiatement De obsessione Dunelmi dans MS 139 est une lettre de Siméon de Durham au doyen d'York Hugues. Ces deux textes se ressemblent beaucoup : ils débutent avec des clauses de datation similaires et partagent le même style. Il est donc possible que De obsessione Dunelmi ait été aussi une lettre à l'origine. Un incipit ajouté dans le manuscrit au XVIe siècle l'attribue à Siméon de Durham, mais il est trop tardif pour être pris pour argent comptant.